# William Lorimer
 (août 2017).
Si vous disposez d'ouvrages ou d'articles de référence ou si vous connaissez des sites web de qualité traitant du thème abordé ici, merci de compléter l'article en donnant les références utiles à sa vérifiabilité et en les liant à la section « Notes et références ».
Pour les articles homonymes, voir Lorimer.
William Lorimer, né le 27 avril 1861 à Manchester et décédé le 13 septembre 1934 à Chicago, est un homme politique américain, membre du Parti républicain et sénateur de l'Illinois de 1909 à 1912.